# كأس الاتحاد الأوروبي 1985–86
كأس الاتحاد الأوروبي 1985–86 (بالإنجليزية: 1985–86 UEFA Cup)‏ هو موسم من كأس الاتحاد الأوروبي. أقيم بتاريخ 1985، وفاز به ريال مدريد الإسباني للمرة الثانية في تاريخه وذلك بعد فوزه في النهائي على كولن الألماني الغربي 7-1 بمجموع المباراتين.